# مارسيا كلارك
مارسيا كلارك (بالإنجليزية: Marcia Clark)‏ هي فنانة أمريكية، ولدت في 1938 في باي شور في الولايات المتحدة.